# Záryby
Záryby (en allemand : Saryb) est une commune du district de Prague-Est, dans la région de Bohême-Centrale, en République tchèque. Sa population s'élevait à 1 029 habitants en 2020.

## Géographie
Záryby se trouve à 4,5 km au nord-ouest de Brandýs nad Labem-Stará Boleslav, à 9,3 km au sud-sud-est de Neratovice et à 21 km au nord-est de Prague.
La commune est limitée par Křenek au nord et au nord-est, par Borek à l'est, par Brandýs nad Labem-Stará Boleslav et Polerady au sud, et par Kostelec nad Labem à l'ouest.

## Histoire
La première mention écrite de la localité date de 1371.

## Administration
La commune se compose de deux quartiers :
- Martinov
- Záryby

## Transports
Par la route, Záryby se trouve à 6 km de Brandýs nad Labem-Stará Boleslav, à 11 km de Neratovice et à 28 km du centre de Prague.